# PolyITAN-2
PolyITAN-2-SAU — другий український наносупутник у форматі CubeSat.

## Загальна інформація

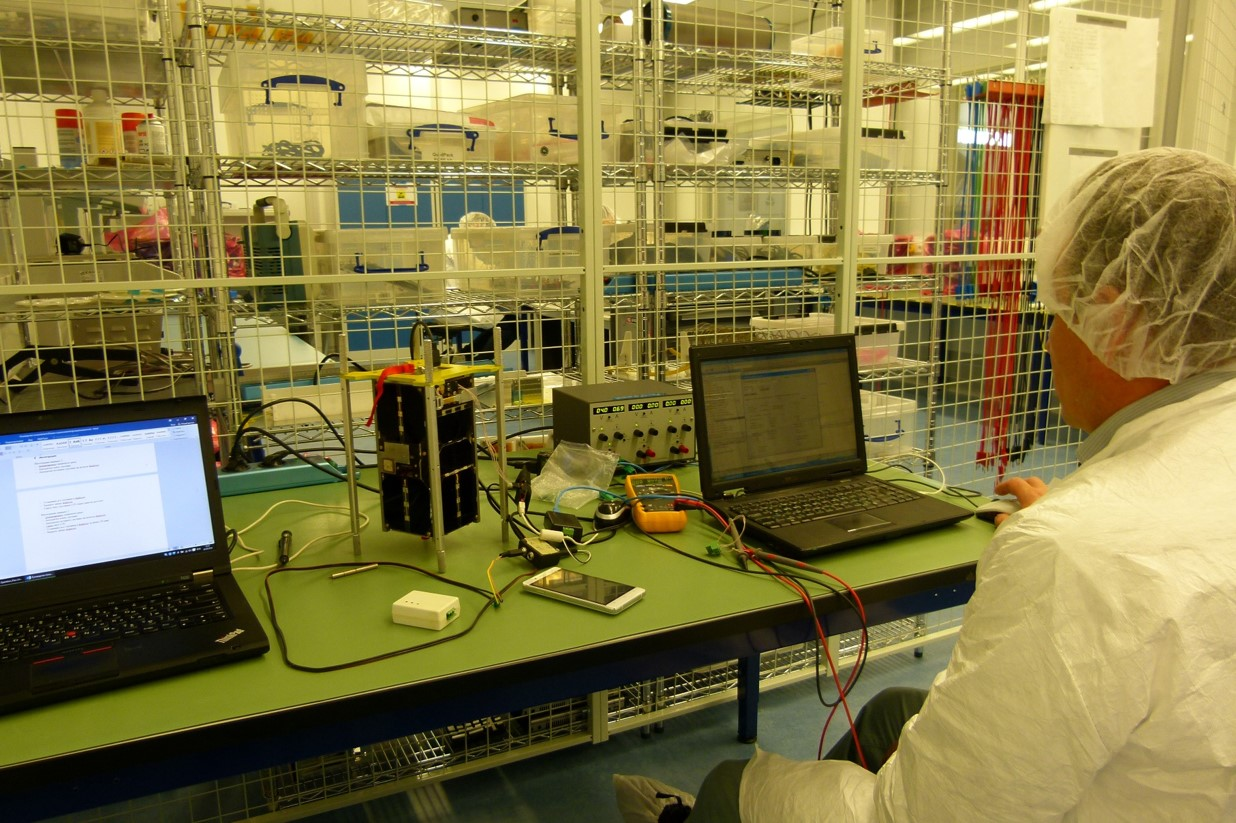
Фінальна перевірка систем супутника, включаючи СЕЖ, в Нідерландах

PolyITAN-2-SAU був створений у Київському політехнічному інституті ім. Ігоря Сікорського в рамках міжнародного космічного проєкту QB50 під загальною координацією Інституту гідродинаміки фон Кармана (Бельгія). Головне завдання проєкту QB50, який розпочато в рамках програми Єврокомісії FP7 у 2012 році, — дослідження змін клімату Землі.

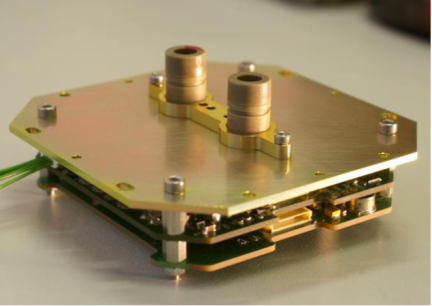
Корисне навантаження супутника FIPEX (Flux Probe Experiment) - експериментальний датчик забору зустрічного потоку, здатний розрізняти і вимірювати характеристики атомарного і молекулярного кисню. Атомарний кисень представлений більше інших частинок на висоті 90-380 км, його оцінка є визначальним чинником у моделі атмосфери.

18 квітня 2017 року, ракета-носій Atlas V успішно здійснила запуск вантажного космічного корабля постачання Cygnus CRS OA-7 до Міжнародної космічної станції (МКС). На борту Cygnus CRS OA-7, окрім PolyITAN-2-SAU, перебувало ще 27 наносупутників, які були створені в університетах 19 країн.
22 квітня 2017 року, Cygnus CRS OA-7 зістикувався з МКС, та в ніч проти 26 травня 2017 року, другу пускову партію з 18 університетських супутників, до складу якої входив і PolyITAN-2-SAU, було виведено у задані точки власних навколоземних орбіт.
Запуск наносупутника PolyITAN-2-SAU здійснено у рамках міжнародної співпраці КПІ з університетами інших країн. Створення цього наносупутника стало можливим завдяки інвестиційній та спонсорській підтримці Шеньянського аерокосмічного університету (м. Шеньян, Китайська Народна Республіка), венчурних фондів ім. академіка Михалевича та Костянтина Калініна, ТОВ «Діона» та компанії «Boeing-Ukraine Ltd».

## Завдання супутника
- PolyITAN-2-SAU має стати частиною наукової космічної мережі, призначеної для дослідження термосфери. У рамках проєкту QB50 він несе на борту корисне навантаження – експериментальний датчик аналізу зустрічного потоку газу FIPEX, який здатний розрізняти та вимірювати характеристики атомарного і молекулярного кисню (атомарний кисень є основним елементом на висоті 90-420 км від земної поверхні, тому вимірювання його характеристик є дуже важливим для оцінки моделей термосфери)[4].
- PolyITAN-2-SAU перевірятиме роботу системи орієнтації з маховиком, що спеціально для нього розробили політехніки. Власною розробкою є також розміщені на гранях апарата сонячні датчики, що входять до системи орієнтації, а також каркаси сонячних батарей, виконаних як багатошарові сотопанелі з вуглепластику та алюмінієвих комірок (так звані сендвіч-панелі) – вони забезпечують пасивну терморегуляцію і водночас виконують функції захисту тощо[4].
- вивчення  і транслювання  інформації про нижні шари атмосфери Землі – термосферу та іоносферу на великих відстанях.

Вся отримана інформація буде записуватися в архів центрального бортового процесора і за допомогою плати радіоканалу передаватися на Землю і розсилатися в бази даних всіх університетів, які беруть участь в проєкті.

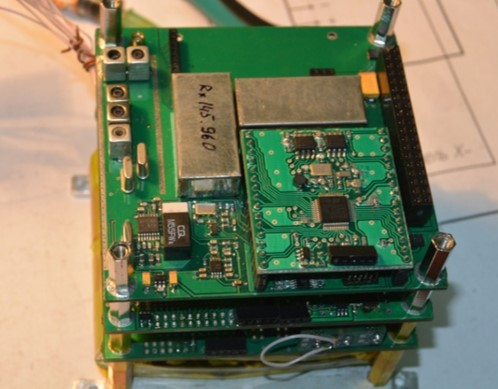
Радіоканал супутника КПІ PolyITAN-2

## Конструкція

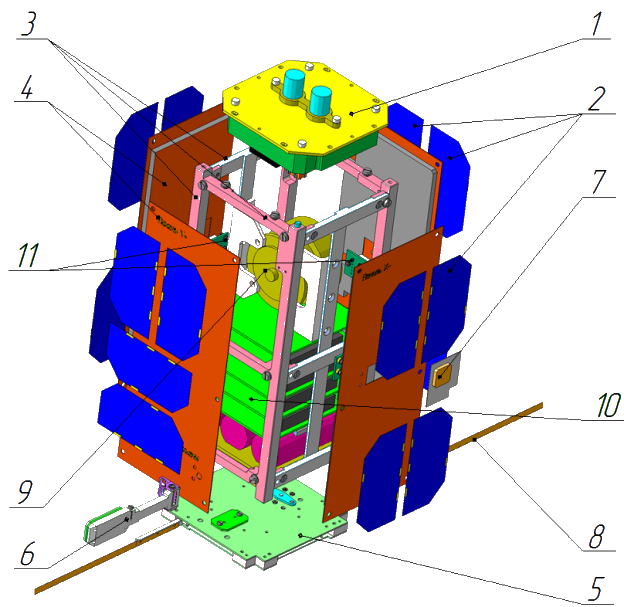
Структурна схема супутника. 1 - Корисне навантаження (FIPEX); 2 - Сонячні батареї; 3 - Несучі елементи конструкції; 4 - Сотопанелі; 5 - Антенний модуль; 6 - Магнітометр з механізмом розгортання; 7 - GPS / ГЛОНАСС антени; 8 - Радіоантена; 9 - Маховик; 10 - Електронна платформа; 11 - Датчик координат Сонця.

PolyITAN-2-SAU створено у форматі CubeSat в рамках міжнародного проєкту QB50, вага супутника —  1,9 кг.

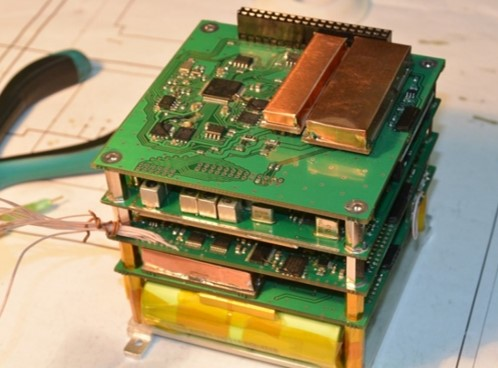
Центральний процесор та система обробки даних супутника КПІ PolyITAN-2

Це двоблоковий супутник кубічної форми стандарту 2U CubeSat (2U означає, що супутник складено з двох блоків-кубиків, тобто за формою це паралелепіпед 10x10x20 см). Він належить до класу наносупутників, оскільки його вага є більш як 1, але не перевищує 10 кг. У рамному каркасі апарата розміщено електронні плати підсистем.

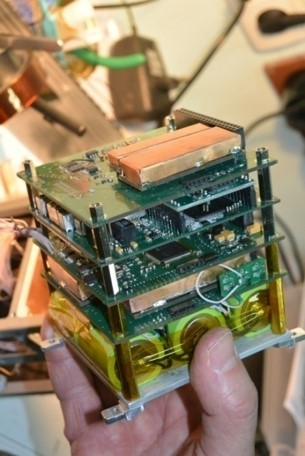
Підсистеми супутника КПІ PolyITAN-2 в зборі

На сотопанелях каркаса укріплено 4 сонячні батареї, що складаються з 16 арсенід-галієвих фотоелектричних перетворювачів. На панелі куба, що її в польоті буде направлено на Землю, розміщено дві виносні антени, що розгортаються на орбіті. На трьох суміжних панелях куба, що створюють спрямований у польоті на Сонце просторовий кут, містяться три датчики Сонця. До складу супутника входять чотири електронні плати розробки КПІ, стандарту PC104 з електронними компонентами підсистем, типових для даного класу супутників.

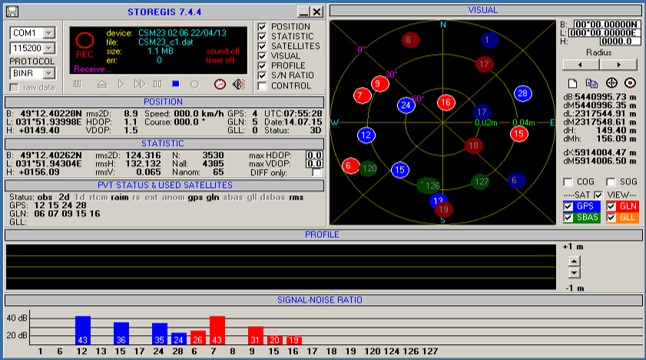
Робота підсистеми навігації супутника КПІ PolyITAN-2

### Підсистеми
- Обробки даних
- Навігації
- Орієнтації та стабілізації
- Комунікації
- Управління корисним навантаженням
- Електроживлення

### Комунікаційна система
Усі модулі, розроблені при створенні PolyITAN-2-SAU, можуть бути використані для цілої серії інших супутників. Для відстеження польоту космічного апарата і проведення запланованих досліджень в університеті створено Центр з необхідним випробувальним обладнанням.

## Запуск
Запуск наносупутника PolyITAN-2-SAU був здійснений 18 квітня 2017 року з Бази ВПС США на мисі Канаверал на борту вантажного космічного корабля постачання «Cygnus CRS OA-7», який був виведений в космічний простір ракетою-носієм Atlas V.